# San Marinos Davis Cup-lag
San Marinos Davis Cup-lag styrs av sanmarinska tennisförbundet och representerar San Marino i tennisturneringen Davis Cup, tidigare International Lawn Tennis Challenge. San Marino debuterade i sammanhanget 1993  och har som främsta merit slutat femma i Europa-Afrikazonens Grupp III.